# Плицьвя
Плицьвя (пол. Płyćwia) — село в Польщі, у гміні Ґодзянув Скерневицького повіту Лодзинського воєводства.
Населення — 500 осіб (2011).
У 1975-1998 роках село належало до Скерневицького воєводства.

## Демографія
Демографічна структура станом на 31 березня 2011 року:
|          | Загалом | Допрацездатний вік | Працездатний вік | Постпрацездатний вік |
| -------- | ------- | ------------------ | ---------------- | -------------------- |
| Чоловіки | 265     | 58                 | 172              | 35                   |
| Жінки    | 235     | 51                 | 125              | 59                   |
| Разом    | 500     | 109                | 297              | 94                   |